# Luis César Perlinger
Luis César Perlinger (Trinidad, San Juan; 20 de diciembre de 1892-Buenos Aires, 15 de marzo de 1973) fue un militar argentino que desempeñó un papel importante en la Revolución del 43 (1943-1946). Teniendo grado de general, integró el Grupo de Oficiales Unidos (GOU), luego de su fundación. Se desempeñó como ministro del Interior del gobierno del general Pedro Pablo Ramírez (1943-1944) y del general Edelmiro Farrell. En la Revolución del 43 representó al grupo nacionalista de derecha y se enfrentó al dúo Farrell-Perón.

## Biografía
En agosto de 1943 fue designado en el estratégico cargo de ministro del Interior del gobierno del general Pedro Pablo Ramírez (1943-1944), continuando luego con el general Edelmiro Farrell.
Dentro de las fuerzas internas de la Revolución del 43, integró el grupo nacionalista de derecha junto con el presidente Ramírez, y los coroneles Alberto Gilbert, Enrique P. González y Emilio Ramírez (hijo del presidente Pedro Pablo Ramírez). Designó como Subsecretario del Interior a Bonifacio del Carril, líder de una facción llamada Movimiento de la Renovación, quien fue su mano derecha.
En la Revolución del 43, Perlinger encabezó el grupo más nacionalista de ideas contrarias al comunismo. Las ideas de Perlinger están expuestas en un documento de instrucciones reservadas a los interventores provinciales, de 1943. Allí expone entre otros conceptos, los siguientes:

El sentido de la revolución debe llegar cuánto antes a todos los órdenes sociales, políticos y económicos... Por la educación y acción enérgica debe quebrarse el régimen. La masa ciudadana debe ser disciplinada. Las mentalidades deben ser transformadas de manera tal que, en el futuro sepan discernir y encontrar el camino de la verdad y no sean engañados por las palabras de los demagogos... No interesan, por ahora, los partidos políticos. Todos los habitantes deben ser orientados y conducidos de la misma forma, con la sola excepción de aquellos que intenten perturbar la acción del gobierno. A esos se los tratará como enemigos de la patria. El comunista y los comunizantes son enemigos de la patria.

Debió renunciar al gobierno el 6 de junio de 1944, presionado por Juan Domingo Perón, luego de haber intentado una maniobra destinada a ser elegido vicepresidente, como paso previo al desplazamiento de Farrell.

## Confusión
El General Luís César Perlinger, no debe ser confundido con su hijo, el coronel Luis César Perlinger, conocido por haber expulsado personalmente a Arturo Illia de la casa de gobierno y luego por una carta pidiendo perdón por el hecho. Es menos conocido el hecho de que fue detenido-desaparecido en 1976, por la dictadura militar llamada Proceso de Reorganización Nacional y luego mantenido en prisión sin causa hasta 1983.